# Paul Fraisse
Pour les articles homonymes, voir Fraisse (homonymie).
 (avril 2016).
Si vous disposez d'ouvrages ou d'articles de référence ou si vous connaissez des sites web de qualité traitant du thème abordé ici, merci de compléter l'article en donnant les références utiles à sa vérifiabilité et en les liant à la section « Notes et références ».
Paul Fraisse, né le 20 mars 1911 à Saint-Étienne et mort le 12 octobre 1996 à Châtenay-Malabry, est un psychologue français connu pour ses travaux sur la perception du temps.

## Biographie
Il suit une formation en théologie dans le cadre d'un noviciat jésuite, puis s'oriente à partir de 1930 vers la philosophie et la philosophie scolastique. Après sa licence, il se spécialise en psychologie expérimentale au laboratoire d'Albert Michotte à l'Institut philosophique de l'université catholique de Louvain et soutient sa thèse de doctorat sur « les mouvements volontaires rythmés » en 1945.
Il poursuit sa carrière universitaire à Paris sur la psychologie de la perception et, à la suite d'Henri Piéron, en 1952, il prend la direction du laboratoire de psychologie expérimentale et de physiologie des sensations de l'École pratique des hautes études qui prend le nom de « laboratoire de psychologie expérimentale et comparée ». Il est directeur du laboratoire de psychologie expérimentale de l'université Paris Descartes à la suite d'Henri Piéron, puis de l'Institut de psychologie de cette même université (1952-1979). Il est président de l’Union internationale de psychologie scientifique (1966-1969).
Il est codirecteur de la revue L'Année psychologique à partir de 1947 jusqu'en 1994. 
Il est cofondateur, avec son épouse Simone Fraisse, Emmanuel Mounier, Baboulène, Paul Ricœur, Jean-Marie Domenach, de la communauté personnaliste des Murs Blancs à (Châtenay-Malabry) au lendemain de la guerre.

## Recherches
Il s'intéresse à la psychologie de la perception et particulièrement à la perception du temps. Cela l'amène à critiquer la thèse de Jean Piaget selon laquelle la notion de temps repose sur celle de vitesse. Il soutient pour sa part que le jugement temporel peut être affecté par beaucoup d'autres paramètres. Les deux scientifiques publient ensemble, à partir de 1963, le Traité de psychologie expérimentale en neuf volumes. 
Paul Fraisse crée et développe la notion de « chronopsychologie » dans son ouvrage Psychologie du temps (1967).

## Vie privée
Il est l'époux de Simone Fraisse (1913-2004), professeure à l'université Paris III, spécialiste de Charles Péguy, et le père de Geneviève Fraisse, philosophe et militante des droits des femmes.

## Œuvres
- Paul Fraisse, Manuel pratique de psychologie expérimentale : avec un avant-propos sur la défense de la méthode expérimentale en psychologie, Paris, Publications universitaires de France, 1956, 324 p..
- Paul Fraisse (préf. Albert Michotte), Les structures rythmiques : étude psychologique, Louvain, Publications universitaires de Louvain, 1956.
- Paul Fraisse, Les conduites temporelles, Paris, Publications universitaires de France, 1957, 327 p..
- Paul Fraisse, Psychologie du temps, Paris, Publications universitaires de France, 1967, 2e éd. (1re éd. 1957), 327 p..
- Paul Fraisse et Jean Piaget, Traité de psychologie expérimentale, Paris, Presses universitaires de France, 1963, 1re éd., 9 vol.
- Paul Fraisse, Psychologie du rythme, Paris, Presses universitaires de France, 1974, 244 p. (OCLC 299731334), 1re éd.
- Paul Fraisse, La psychologie expérimentale, Paris, Presses universitaires de France, coll. « Que sais-je ? », 1979.
- Paul Fraisse, Des choses et des mots : La prise d'information, Paris, Presses universitaires de France, 1992, 167 p. (lire en ligne).